# Madrepora
Madrepora es un género de corales de la familia Oculinidae y el orden Scleractinia.  
Hasta el siglo XIX, su nombre era la denominación común empleada para la mayoría de los corales "duros" del orden Scleractinia. Alguna de sus especies, como M. oculata, son constructoras de arrecifes coralinos de agua fría.

## Morfología
Son corales coloniales con forma dendroide, o arbustiva. El coenosteum, o parte común de la colonia, es denso.
El coralito, o esqueleto individual, carece de lóbulos paliformes y posee columela ampliamente desarrollada.
Los pólipos son translúcidos, de color blanco o anaranjado; y tienen tentáculos en disposición hexameral, granulados y retráctiles.

## Especies
El Registro Mundial de Especies Marinas acepta las siguientes especies en el género:
- Madrepora arbuscula. (Moseley, 1881)
- Madrepora carolina. (Pourtalès, 1871)
- Madrepora dichotoma. Rehberg, 1891
- Madrepora favus. Forskål, 1775
- Madrepora mexicana. Rehberg, 1891
- Madrepora minutiseptum. Cairns & Zibrowius, 1997
- Madrepora oculata. Linnaeus, 1758
- Madrepora papillosa. Rehberg, 1891
- Madrepora pelewensis. Rehberg, 1891
- Madrepora philippinensis. Rehberg, 1891
- Madrepora porcellana. (Moseley, 1881)
- Madrepora repens. Rehberg, 1891
- Madrepora securis. Dana, 1846

## Hábitat y distribución
Es un género cosmopolita. Se encuentran en todos los océanos y casi todas las latitudes, a excepción de los polos. 
Su rango de profundidad está entre 50 y 1.950 metros, aunque se han localizado ejemplares entre 1 y 3.520 m. Su rango de temperaturas oscila entre los -0,07 y 29,29 °C.

## Alimentación
Se nutren de los organismos planctónicos que atrapan con sus tentáculos, ya que carecen de algas zooxantelas, y absorbiendo materia orgánica disuelta del agua.

## Reproducción
Producen larvas pelágicas que navegan en estado planctónico, antes de desarrollarse en pólipos que se fijan al sustrato y secretan aragonita para construir un esqueleto calcáreo, el coralito.
Como la mayoría de los corales, también se reproducen asexualmente, mediante la gemación de cada pólipo en dos o más nuevos pólipos, generando así la colonia coralina.